# Kabinett Erckert I
Das Kabinett Erckert I war die erste Südtiroler Landesregierung. Das Kabinett war vom 20. Dezember 1948 bis zum 19. Dezember 1952 im Amt. Gewählt wurde es vom Südtiroler Landtag in seiner Zusammensetzung nach den Wahlen 1948.

## Zusammensetzung
| Name              | Amt                           | Partei                        | Sprachgruppe |
| ----------------- | ----------------------------- | ----------------------------- | ------------ |
| Karl Erckert      | Landeshauptmann               | SVP                           | deutsch      |
| Friedrich Teßmann | Landeshauptmannstellvertreter | SVP                           | deutsch      |
| Alfons Benedikter | Landesrat                     | SVP                           | deutsch      |
| Guido Dorna       | Landesrat                     | Partito Repubblicano Italiano | italienisch  |
| Paul Mayr         | Landesrat (1)                 | SVP                           | deutsch      |
| Sandro Panizza    | Landesrat                     | Democrazia Cristiana          | italienisch  |
| Alois Pupp        | Landesrat (1)                 | SVP                           | ladinisch    |
| Albuin Forer      | Ersatzlandesrat (2)           | SVP                           | deutsch      |
| Ernst Muther      | Ersatzlandesrat (3)           | SVP                           | deutsch      |
| Leo von Pretz     | Ersatzlandesrat               | SVP                           | deutsch      |
| Rolando Toma      | Ersatzlandesrat               | Unione Indipendenti           | italienisch  |

(1) Alois Pupp ersetzte am 13. Oktober 1950 den zurückgetretenen Paul Mayr als Landesrat.

(2) ab dem 13. Oktober 1950

(3) bis zum 12. Oktober 1950